# Opredelitelʹ Vysshikh Rasteniĭ Badakhshana
Opredelitelʹ Vysshikh Rasteniĭ Badakhshana (abreviado Opred. Vyssh. Rast. Badakhshana) es un libro con ilustraciones y descripciones botánicas que fue escrito por el botánico ruso Sergei Sergeevich Ikonnikov y publicado en Leningrado en el año 1979. Llevaba el título en latín: Definitorium plantarum vascicularium Badachschaniae.